# Moléans
Moléans és un municipi francès, situat al departament de l'Eure i Loir i a la regió de Centre – Vall del Loira. L'any 2007 tenia 497 habitants.

## Demografia

### Població
El 2007 la població de fet de Moléans era de 497 persones. Hi havia 199 famílies, de les quals 33 eren unipersonals (12 homes vivint sols i 21 dones vivint soles), 92 parelles sense fills, 62 parelles amb fills i 12 famílies monoparentals amb fills.
La població ha evolucionat segons el següent gràfic:
Habitants censats

### Habitatges
El 2007 hi havia 230 habitatges, 200 eren l'habitatge principal de la família, 19 eren segones residències i 11 estaven desocupats. Tots els 230 habitatges eren cases. Dels 200 habitatges principals, 186 estaven ocupats pels seus propietaris, 12 estaven llogats i ocupats pels llogaters i 1 estava cedit a títol gratuït; 2 tenien dues cambres, 27 en tenien tres, 55 en tenien quatre i 116 en tenien cinc o més. 146 habitatges disposaven pel capbaix d'una plaça de pàrquing. A 64 habitatges hi havia un automòbil i a 126 n'hi havia dos o més.

### Piràmide de població
La piràmide de població per edats i sexe el 2009 era:
| Homes | Edats   | Dones |
| ----- | ------- | ----- |
| 0     | 95 o +  | 4     |
| 0     | 90 a 94 | 0     |
| 4     | 85 a 89 | 4     |
| 0     | 80 a 84 | 12    |
| 8     | 75 a 79 | 8     |
| 8     | 70 a 74 | 8     |
| 4     | 65 a 69 | 4     |
| 8     | 60 a 64 | 12    |
| 20    | 55 a 59 | 12    |
| 8     | 50 a 54 | 12    |
| 32    | 45 a 49 | 28    |
| 28    | 40 a 44 | 12    |
| 4     | 35 a 39 | 16    |
| 16    | 30 a 34 | 20    |
| 24    | 25 a 29 | 16    |
| 12    | 20 a 24 | 4     |
| 12    | 15 a 19 | 4     |
| 24    | 10 a 14 | 12    |
| 0     | 5 a 9   | 4     |
| 12    | 0 a 4   | 8     |

## Economia
El 2007 la població en edat de treballar era de 338 persones, 245 eren actives i 93 eren inactives. De les 245 persones actives 221 estaven ocupades (116 homes i 105 dones) i 24 estaven aturades (9 homes i 15 dones). De les 93 persones inactives 58 estaven jubilades, 18 estaven estudiant i 17 estaven classificades com a «altres inactius».

### Ingressos
El 2009 a Moléans hi havia 195 unitats fiscals que integraven 489 persones, la mediana anual d'ingressos fiscals per persona era de 19.750 €.

### Activitats econòmiques
Dels 14 establiments que hi havia el 2007, 6 eren d'empreses de construcció, 3 d'empreses de comerç i reparació d'automòbils, 1 d'una empresa de transport, 2 d'empreses de serveis, 1 d'una entitat de l'administració pública i 1 d'una empresa classificada com a «altres activitats de serveis».
Dels 7 establiments de servei als particulars que hi havia el 2009, 1 era un taller de reparació d'automòbils i de material agrícola, 2 paletes, 1 guixaire pintor, 1 fusteria i 2 electricistes.
L'any 2000 a Moléans hi havia 10 explotacions agrícoles.

## Equipaments sanitaris i escolars
El 2009 hi havia una escola elemental integrada dins d'un grup escolar amb les comunes properes formant una escola dispersa.

## Poblacions més properes
El següent diagrama mostra les poblacions més properes.